# Il giovane normale
Pour plus de détails, voir Fiche technique et Distribution.
Il giovane normale est un film italien réalisé par Dino Risi, sorti en 1969.
Il s'inspire du roman du même nom écrit par Umberto Simonetta (it).

## Synopsis
Giordano, un jeune milanais, décide de partir en vacances en autostop pour découvrir les pays méditerranéens et se retrouve en Tunisie. Il rencontre en route un couple d'Américains et un de leurs amis aux mœurs libres. Giordano pense ainsi qu'il peut avoir une relation avec Diana, une très belle fille américaine dont le mari semble lui donner beaucoup de liberté, mais avec la même facilité avec laquelle il aura ses grâces, il sera oublié.

## Fiche technique
- Titre : Il giovane normale
- Réalisation : Dino Risi
- Sujet : Umberto Simonetta, Ruggero Maccari, Dino Risi
- Scénario : Ruggero Maccari, Maurizio Costanzo
- Photographie : Sandro D'Eva
- Montage : Alberto Gallitti
- Musique : Armando Trovajoli
- Décors : Luciano Ricceri et Emanuele Taglietti
- Costumes : Ezio Altieri
- Producteur : Franco Cristaldi
- Société de production : Vides Cinematografica, Dean Film
- Distribution : (Italie) Italnoleggio
- Pays de production :  Italie
- Langue : italien
- Genre : comédie
- Durée : 105 min
- Date de sortie : Italie : 29 novembre 1969

## Distribution
- Lino Capolicchio : Giordano
- Janet Ågren : Diana
- Eugène Walter : Nelson
- Jeff Morrow : professeur Sid
- Umberto d'Orsi : un automobiliste
- Claudio Trionfi : Mariolino
- Pippo Franco : Claudio
- Dana Ghia : la professeure
- Gino Santercole : Giorgio